# Крупица истины (Ведьмак)
«Крупица истины» (англ. A Grain of Truth) — первая серия второго сезона американского телесериала «Ведьмак», основанная на одноимённом рассказе Анджея Сапковского из сборника «Последнее желание». Её премьера состоялась 17 декабря 2021 года на Netflix.

## Сюжет
Литературной основой сценария серии стал одноимённый рассказ Анджея Сапковского из сборника «Последнее желание». В отличие от первоисточника сценаристы сделали персонажем этой истории Цири.  После победы Северных королевств Геральт встречает на поле битвы Тиссаю де Врие, которая говорит, что Йеннифэр мертва. Путешествуя с Цири, Геральт останавливается, чтобы навестить своего друга Нивеллена, и обнаруживает, что жрица превратила его в зверя за разграбление храма. Жители деревни бежали из-за вампирши-бруксы, которая пьёт кровь Нивеллена. Геральт убивает бруксу, тем самым снимая проклятие с друга. Тот признаётся, что любил бруксу и ничего не сделал, чтобы помешать ей напасть на деревню, и что причиной проклятия было не разграбление храма, а изнасилование жрицы. Нивеллен умоляет Геральта убить его, но получает отказ. 
Тем временем в Аретузе Тиссая пытает Кагыра, чтобы получить информацию о Нильфгаарде. Фрингилья Виго направляется в Цинтру вместе с взятой в плен Йеннифэр, но попадает в засаду по дороге.

## В ролях
- Генри Кавилл — Геральт из Ривии
- Фрейя Аллан — княжна Цирилла
- Аня Чалотра — Йеннифэр из Венгерберга
- Кристофер Хивью — Нивеллен

## Оценки
Обозреватель портала IGN счёл начало второго сезона удачным: по его словам, авторы шоу «отлично справляются с задачей заново познакомить зрителей с уникальным фэнтезийным миром „Ведьмака“, добавляя сюжетные элементы из предыдущего сезона, но не отвлекаясь от основной истории». Они постарались создать визуал и сюжетную структуру, максимально близкие к третьей серии первого сезона, «Предательская луна», одной из лучших и наиболее успешных. При этом эпизод, как и рассказ Сапковского, представляют собой вариацию на тему классической сказки «Красавица и чудовище»: зрителям предлагается разобраться с тем, кто из персонажей — настоящий монстр. По мнению рецензента, авторы сериала дают однозначный ответ: это Нивеллен.